# Краснокутськ
Красноку́тськ (або Кра́сний Кут, як називають його на старий манер місцеві жителі) — селище, до 2020 року — центр Краснокутського району Харківської області України (із 2020 — входить до  Богодухівського району Харківської області), один з найстаріших населених пунктів Слобожанщини. Площа — 12,48 км². Населення — 7 000 осіб.
До 2020 року адміністративний центр Краснокутської селищної ради, якій були підпорядковані також села Основинці, Чернещина, Ситники і Степанівка.

## Етнонім
Словосполучення Красний Кут за своєю етимологією давнє. Відомо, що одне з первісних значень слов'янського прикметника «красный» — «красивий», «гарний» і він був утворений від спільнослов'янського іменника «краса». А іменник «кут» в українській мові полісемічний, одне з його значень — «місцевість, певний простір землі». Він споріднений з понятійною лексемою «куток» (утвореною за допомогою суфікса —ок), що означає «частина», «сторона». А разом словосполучення-назва Красний Кут означає — «мальовничий куток», «прекрасна сторона».
На Краснокутськ перейменований у 1850 році (за іншими даними — у 1780).

## Географія
Селище розташоване на північному заході від обласного центру — міста Харкова — в лісостеповій зоні України; на правому, підвищеному березі річки Мерла, яка орієнтована в широтному напрямку. Колись це була повноводна річка, за часів Козаччини на ній плавали запорізькі чайки, але з часом Мерла обміліла. Лише весною вона іноді розливається і виходить з берегів, що призводить до підтоплення ближніх будинків та пасовищ.
Вище за течією річки Мерла примикають села Основинці і Чернещина, нижче за течією — примикає село Любівка, на протилежному березі — села Петрівське, Павлюківка і Карайкозівка. Через селище проходить автомобільна дорога Т 1701 (Т 1702).
Висота селища над рівнем моря — 117 м, площа території — 12,48 км².

### Ґрунти
Більша частина Краснокутська лежить на щільних лісоподібних суглинках. Основа ґрунтового покриву — темно-сірі підзолисті ґрунти. Також зустрічаються лучно-чорноземні високогумусні ґрунти зі слабкокислою реакцією. А в долині Мерли — лучні ґрунти. Через високі поверхневі води — біля річки не ростуть дерева.

### Внутрішні води
Територія селища належить до басейну річки Мерла, яка є головною водною артерією Краснокутська (басейн річки Ворскла, яка, у свою чергу, впадає в Дніпро). Річка протікає понад селищем з півночі на південний захід, утворюючи численні луки, де місцеві жителі випасають худобу. Також в Краснокутську є невелике озеро Вільшанка.

### Природно-заповідні території
Головні природно-заповідні об'єкти селища — Слобожанський національний природний парк та Краснокутський дендропарк — пам'ятка садово-паркового мистецтва кінця XVIII століття. Спочатку він був пам'яткою архітектури місцевого значення, згодом отримав статус пам'ятки садово-паркового мистецтва загальнодержавного значення.

### Клімат
Клімат Краснокутська помірно континентальний. Зима починається в середині листопада. І тоді переважає хмарна погода, відносна вологість збільшується до 80-90 %. Сніговий покрив зберігається в середньому 100—110 днів. Взимку випадає близько 20-25% річної кількості опадів, переважно — сніг. Зима з частими відлигами, інколи настільки інтенсивними, що поверхня землі залишається взагалі без снігу. Найхолодніший місяць — січень. Його абсолютний мінімум — 40 °C.
Весна починається в останніх числах березня. У квітні можливе пониження нічної температури до — 10-15 °С. Бувають снігопади. Весна часто затяжна і супроводжується поверненням холоду.
Літо починається всередині травня. Воно тепле, помірне, інколи — жарке, з невелими опадами. Найтепліший місяць — липень. Максимальна температура — +39 °C.

## Історія

### Заснування
Селище Краснокутськ — одне з найстаріших населених пунктів Слобожанщини. Перша згадка про тоді ще «Красний Кут» сягає середини XVII століття. Він був заснований як опорний пункт від нападів татар. У 1651 році, після битви під Берестечком, група переселенців з Задніпрянщини, «що бігли від гніту польських феодалів», та козаки Корсунського полку під проводом полковника Івана Штепи оселилися під захистом лісів на пагорбах вздовж річки Мерла. Ця дата вважається датою заснування Краснокутська. Уже в наступному році — був добудований острог, а в 1657 році Красний Кут став укріпленою фортецею, яка активно протистояла нападам турко-татарських загонів. Укріплення складалося із дубових колод в два сажні заввишки та 270 сажнів завдовжки. Перед частоколом був викопаний рів в два сажні глибиною та насипаний земляний вал. В стінах укріплення було споруджено шість башт: одна проїзна і п'ять глухих. Згодом за фортецею утворився посад, а частокіл із паль ще продовжили на 495,5 сажня.
У книзі «Историко-статистическое описание Харьковской епархии» (за 1859 рік) так описано заснування Краснокутська:

| «... У 1651 році вихідці із Корсуня оселились в балках Краснокутських, під захистом лісів; в 1654 році облаштовані окопи, а в 1666 році засновано укріплення на узвишші поміж двох глибоких дефилів, з двором для воєводи, це в 60 сажнях від того укріплення, яке облаштували пізніше. Залишки древнього ще було видно в 1780 році»[8]. Оригінальний текст (рос.) «... В 1651 году выходцы из Корсуня поселились по оврагам Краснокутским, под защитой лесов; в 1654 году устроены окопы, а в 1666 году основано укрепление на возвышенном месте между двух глубоких дефилей, с двором для воеводы,это в 60 саженях от той крепости, которая устроена позже. Остатки древнейшей еще видны были в 1780 году». |
Відомо, що Іван Штепа їздив в Охтирку і просив місцевого полковника Івана Перехрестова приєднати Красний Кут до Охтирського полку. Той дав згоду, у Красному Куті була створена сотня козаків, яка отримала всю необхідну атрибутику, а козаки — відповідні ранги. Сам Іван Штепа з кожним роком слабшав — через рану, яку отримав в битві. За версту від фортеці він побудував за свій кошт невеликий дерев'яний монастир, у який в 1680 році пішов ігуменом Іоанникієм, передавши керівництво сотнею полковнику Маньковському. Після смерті Штепи (приблизно в 1684 році) в монастирі ігуменом став його син Мартіан.
Наприкінці XVII — на початку XVIII століття на Красний Кут кілька разів нападали татари, переважно розрізненими невеликими групами. Один з найбільших набігів трапився у червні 1680 року, тоді вони спалили багато будівель не тільки в Красному Куту, а й в сусідньому Городному. Красний Кут втратив 102 жителів (в тому числі двох попів) і 847 голів худоби, а Городне — 118 людей, у тому числі дітей — 92, а також 68 коней, багато вуликів з медом тощо. Подібний напад повторився і в 1688 році.
Козаки Краснокутської сотні брали участь у походах 1687 і 1689 років проти кримських татар, а в 1695-96 роках — в Азовських походах Петра І.
У 1689 році в Красному Куті трапилася затримка з відправленням пошти. Відомо, що бєлгородський воєвода з цього приводу послав чугуївського воєводу Семена Дурнова, щоб той відшмагав батогом за недогляд краснокутського воєводу Трохима Волобуєва, що й було виконано. Тоді ж по всіх поштових станціях Охтирського полку було оголошено про заборону під страхом смертної кари чинити «поштовой гоньбє какоє хотя малоє задєржаніє».

### Нові часи

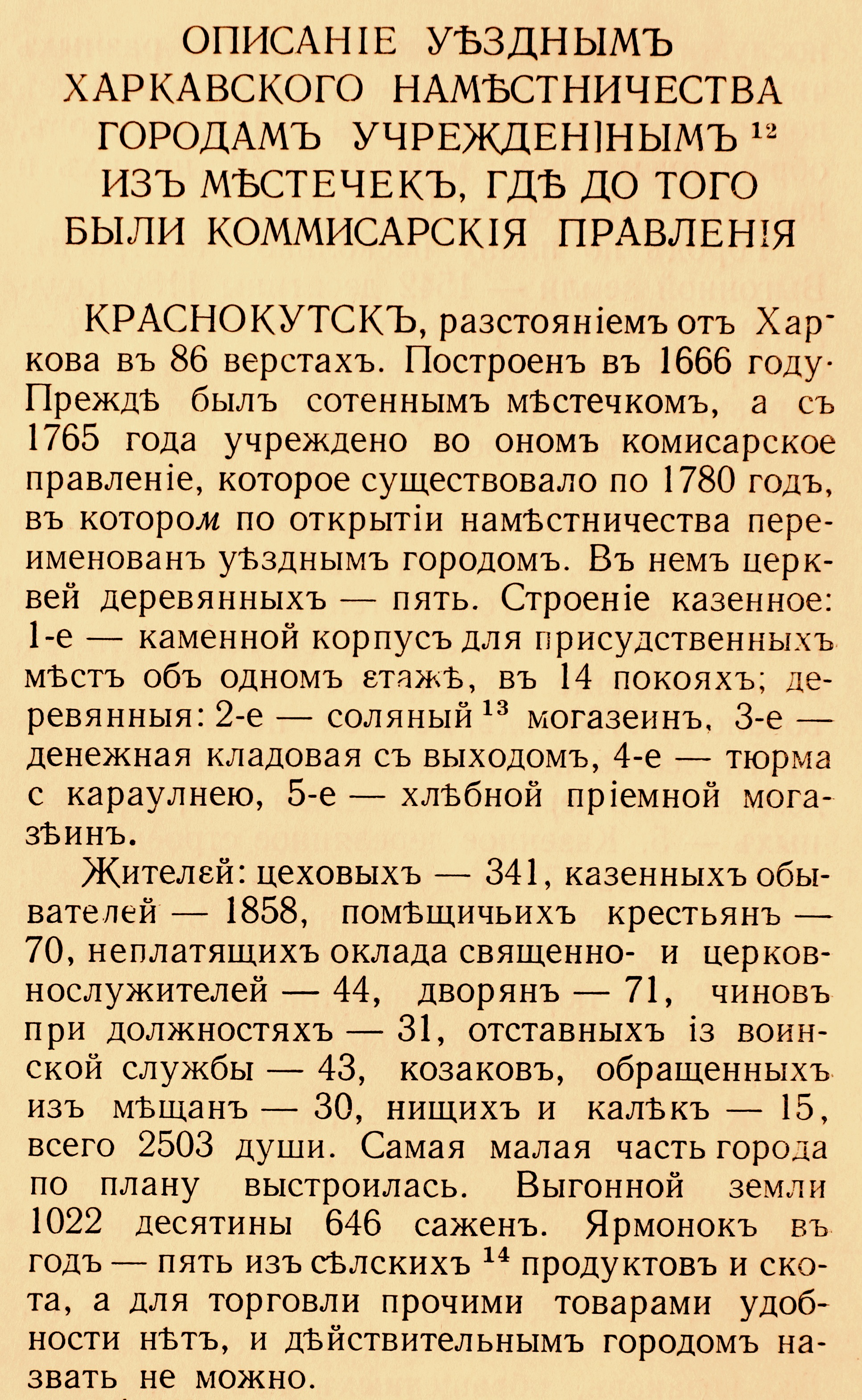
Про Краснокутськ в «Описании городов Харьковского намесничества 1796 года»

У кінці січня 1709 року шведська армія на чолі з королем Карлом XII почала свій похід на Слобідську Україну. На початку лютого король дізнався, що неподалік Красного Кута зосередилися 10 російських драгунських полків. Вирішивши завдати вирішального удару, він пішов на селище. Бойова лінія пролягла по річці Мерла. Сама битва відбулася неподалік Красного Кута, біля села Городне. Шведи зазнали поразки, але це не завадило їм, відступаючи, пограбувати і зруйнувати місто.
У 1765 році Красний Кут став містом. А після ліквідації полкового розмежування Слобожанщини — центром Краснокутського комісарства Охтирської провінції Слобідсько-Української губернії. У 1773 році в ньому налічувалися 4 134 мешканця, у тому числі 3 741 військовий обиватель, 170 підданих; понад 200 осіб належало до привілейованих станів: військові, військові у відставці, колишня козацька старшина та інші.
Основним заняттям жителів Красного Кута було сільське господарство. Торгували переважно предметами селянського ужитку. За відомостями 1779 року, у місті щорічно проводилося чотири ярмарки. На них привозили товари з Харкова, Полтави, Охтирки. Приїжджали купці з центральної Росії, які скуповували худобу. У вільний від польових робіт час багато селян займалися виробництвом возів і частин до них, якими торгували в Харкові, Полтаві, а також вивозили в Таврію. Гончарі Красного Кута виробляли посуд. Існувало невелике підприємство по виробництву селітри. Частина селян займалася чумацтвом — привозили для продажу сіль, рибу та інші продукти.
Після створення у 1780 році Харківського намісництва Красний Кут став центром повіту. Тоді ж в ньому було 2 листоноші, а при пошті — шість коней. У 1796 році Красний Кут став позаштатним містом Богодухівського повіту Слобідсько-Української (з 1835 року — Харківської) губернії. 21 вересня 1781 року сенат Російської імперії затвердив герб Красного Кута.
На межі XVIII-XIX століть в Красному Куті інтенсивно вводилося розведення тутового шовкопряда. Князь Потьомкін з Італії запросив графа де Пармі — він інспектував шовківництво в Слобідській Україні. На 1802 рік в Красному Куті було 598 тутових дерев, шовку вироблено — 6 фунтів. Але у зв'язку з морозами, градом та посухами ця справа в регіоні не знайшла поширення.
У 1805 році за клопотанням місцевого поміщика Івана Каразіна в Красному Куті було відкрито парафіяльне училище — при одній із церков (Успенській). Учителем визначили священика О. Куніцина, а допомагав йому дяк І. Драголевський.
У 1850 році Красний Кут перейменували в Краснокутськ (за іншими даними — у 1780).
Напередодні селянської реформи 1861 року 3/4 жителів Краснокутська складали військові обивателі і ремісники, а решта — міщани, купці, духовенство, дворяни. Лише 11 % жителів володіли нерухомим майном, у тому числі землею. В середньому на один селянський двір припадало 1,3 десятини общинної землі, причому велику частину її складали сінокоси і непридатні для обробки ґрунти. У 1866 році військові обивателі були урівняні в правах з селянами. Малоземелля, занепад місцевих ремесел змушували бідноту йти на заробітки в донські і херсонські степи, багато жителів Краснокутська виїздили в Крим.

### Пореформений період
У пореформений період, особливо наприкінці XIX століття, навколо міста виникло кілька великих економій, провідною культурою в яких були цукрові буряки. Ці економії належали одним з найбільших цукрозаводчиків України — Харитоненкам, а також місцевим поміщикам. Значна частина краснокутських селян працювала в таких економіях на бурякових плантаціях. Наймані чоловіки-поденники в сезон отримували 3 рублі, жінки і діти — значно менше.
У 1881 році в Краснокутську було лише 3 цегляних будинки, решта — 3 486 — були дерев'яними та глиняними під солом'яними стріхами. В місті працював цегельний завод — у маєтку Каразіних, але тільки для панських потреб. Лише у 1883 році підприємець І. Фрейгофер на околиці Краснокутська побудував ще один невеликий завод. Цегла була не найкращої якості, але розходилася. За перший рік було випущено 75 тисяч штук ціною 8 рублів 50 копійок за тисячу. Як і раніше, найбільше товарів краснокутчани закуповували на ярмарках. Ціна деяких товарів на краснокутському ринку:
- жито (за пуд) — 5 рублів 45 копійок,
- просо (за пуд) — 6 рублів,
- овес (за пуд) — 3 рублі,
- м'ясо (за пуд) — 2 рублі 40 копійок,
- сало (за пуд) — 6 рублів,
- риба (за пуд) — 2 рублі,
- відро хлібної горілки — 4 рублі.

На початку 1890-х років у місті вже був 1 021 будинок, 5 697 жителів (2 865 чоловіків і 2 832 жінок); за виключенням 2 лютеран і 3 католиків — всі православні. Дворян — 108, представників духовенства — 75, почесних громадян і купців — 26, міщан — 2 130,селян — 2 712, військових — 639, іноземців — 3, інших верств — 4. А ще 4 церкви, 2 школи — церковнопарафіяльна і початкова, земська лікарня, аптека, 12 лавок. Дохід міста Краснокутськ був 5 136 рублів на рік, витрати — 5 089 рублів, у тому числі на управління — 1 130. Цегельний завод мав виробництво на 1 100 рублів.
За переписом населення 1897 року, у Краснокутську нараховувалось вже 6 860 жителів, у тому числі селян — 4 888, міщан — 1 811, дворян — 74, купців — 28, духовенства — 20. З 1 823 жителів, що мали самостійне заняття, сільським господарством займалися 665 (без членів сім'ї), ремеслом — 232, торгівлею — 22 людини. З 1 309 господарств 70 користувалися найманою робочою силою; у 50 працювало по одному батраку, в 15 — по 2-3, в 5 — від 4 до 10.

### Друга світова війна
У Другу світову війну близько 2 тисяч краснокутчан пішло на фронт. Серед них — старший лейтенант А. О. Прокопенко, удостоєний 6 урядових нагород; стрілець-автоматник, ковалер ордена Слави II і III ступеня В. П. Безкоровайний та багато інших.
Краснокутський район першим в області був захоплений нацистами. У вересні 1941 року на його території розгорнулися жорстокі бої. Під натиском переважаючих сил ворога радянські війська залишили район і 9 жовтня 1941 року його окупували гітлерівці. Воювати з ними продовжили місцеві партизани. Формуванням бойових груп і загонів керував секретар райкому партії О. Г. Корабельщиков і старий партизан С. І. Соболь. Було розроблено план дій партизанських загонів у Костянтинівці, Мурафі, Краснокутську та Козіївці. Особливо активно діяв краснокутський загін, до якого входили жителі селища А. Я. Гук, І. А. Дядюнов, Г. М. Дубинка, І. Д. Дем'яненко, Р. Д. Пузир, П. Я. Уфюмов та інші. Але наприкінці жовтня зрадник видав загін, його бійці, за наказом командування, змушені були перейти фронт і влитись до лав Червоної армії.
У Краснокутську також діяла підпільна група. Її члени записували і розповсюджували повідомлення Радінформбюро, писали і розклеювали листівки, у яких закликали населення до боротьби. Нацисти повісили і розстріляли багатьох активістів, підпільників та учасників партизанського руху. В центрі Краснокутська було повішено колгоспника артілі «Маяк» і партизана І. С. Солонецького, П. М. Наливайка, А. В. Нетіпу, ветфельшера і партизана І. Л. Муковоза, який перед смертю вигукнув: «Помираю за нашу дорогу Вітчизну!». Донька Петра Наливайка згадувала:
| «Дуже боляче, що батька вистежили і схопили свої, тобто поліцаї. Вони вночі зайшли до хати і накинулись, як звірі, бити батька прикладами, поперелякували нас — малих дітей і маму, а потім батька повели на допит[14]». |
На примусові роботи до Німеччини було відправлено 290 краснокутчан.
20 лютого 1943 року радянські війська визволили Краснокутськ від нацистів. Селище опинилося у фронтовій зоні, де радянські війська вели запеклі бої проти великого німецького угрупування. 9 березня частини Червоної Армії знову залишили Краснокутськ, а остаточно його визволили 11 серпня 1943 року. У визволенні селища брала участь 71-а стрілецька дивізія під командуванням генерал-майора Никифора Замировського, яку підтримував 680-й протитанковий артилерійський полк. Велику мужність і відвагу проявили бійці 5 батареї цього полку і особливо сержант Олексій Майоров та рядовий Іван Нестеров (посмертно удостоєні звання Героя Радянського Союзу).

## Символіка селища

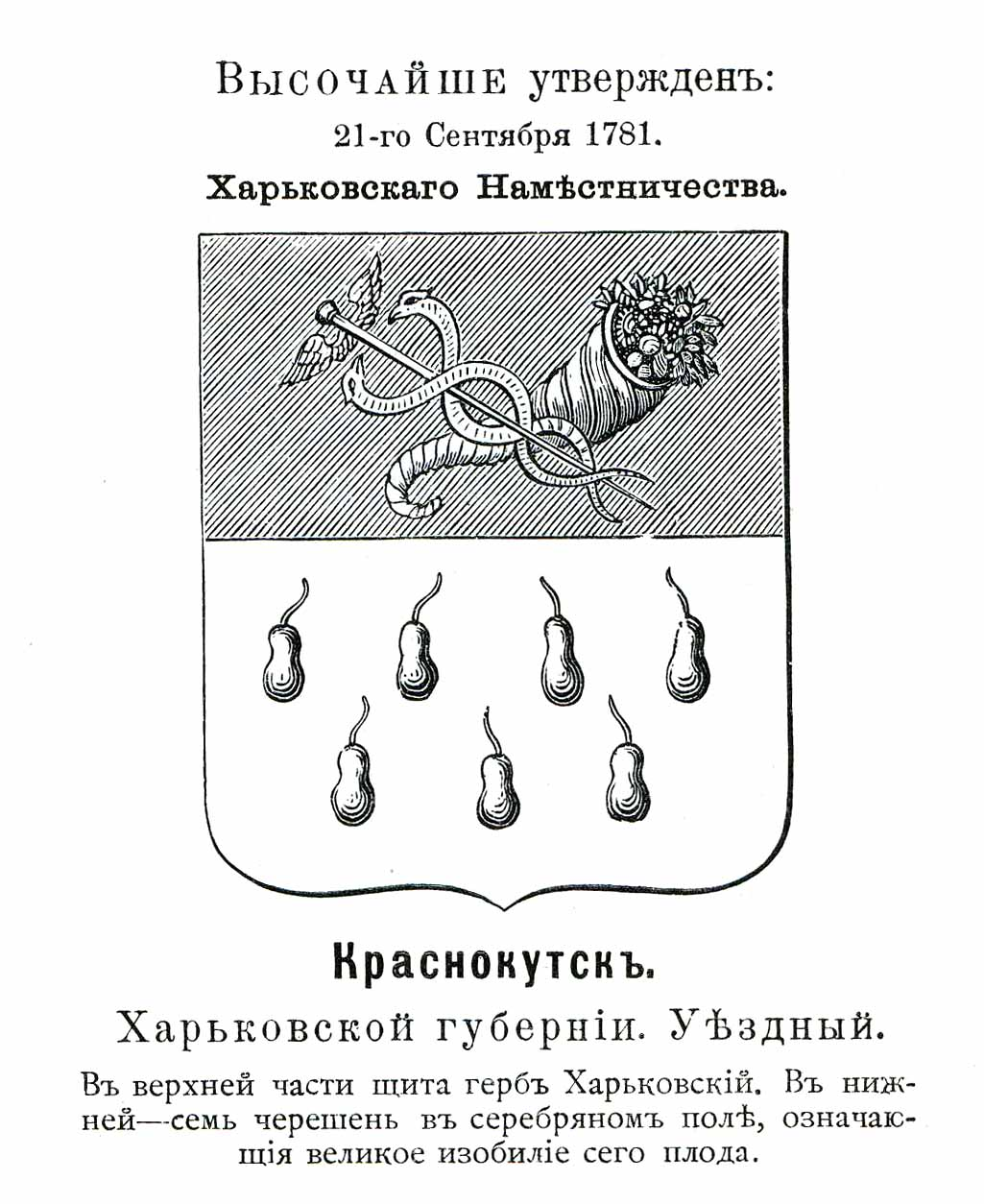
Герб 1781 року з офіційним описом

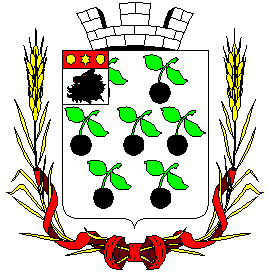
Герб Краснокутська роботи Бориса Кене

Нинішній герб Краснокутська має більш ніж 200-літню історію.
21 вересня 1781 року його затвердив сенат Російської імперії. На зеленому полі герба зображено ріг достатку з плодами і квітами та Меркуріїв жезл-кадуцей, який символізував торгівлю і процвітання, а на срібному — сім черешень, що означали садівництво, одне з основних заняттям жителів Краснокутська (поруч з сільським господарством).
У XIX столітті нумізмат і геральдик Борис Кене розробив проект нового герба Краснокутська. В срібному полі сім чорних черешень з зеленим листям. У вільній частині — герб Харківської губернії. Щит увінчаний срібною міською короною з трьома вежками та обрамований двома золотими колосками, оповитими Олександрівською стрічкою. Але цей герб затвердження не отримав.

## Населення
Населення Краснокутська — 28 930 осіб. Щільність — 28 особи/км².

### Мова
За даними перепису 1897 року:
| Мова       | Чисельність, осіб | Доля     |
| ---------- | ----------------- | -------- |
| Українська | 6 767             | 98,65 %  |
| Російська  | 88                | 1,28 %   |
| Інші       | 5                 | 0,07 %   |
| Разом      | 6 860             | 100,00 % |

## Економіка
Краснокутськ (як і колишній Краснокутський район) відноситься до місцевості аграрного типу, спеціалізується на виробництві сільськогосподарської продукції. Головний сільськогосподарський об'єкт селища (і колишнього району) — Краснокутська дослідна станція садівництва УААН (знаходиться в селі Основинці).
На початку 90-х років напрямками спеціалізації Краснокутська були: у промисловості — молочні вироби, хліб і хлібобулочні вироби, радіообладнання і апаратура, меблі, цегла; у сільському господарстві: фруктово-ягідне рослинництво, м'ясо-молочне тваринництво (Краснокутська дослідна станція садівництва мала свою ферму у селі Чернещина). Промисловість селища була представлена шістьма організаціями:
- ЗАТ «Краснокутський маслозавод»;[16]
- ВАТ «Краснокутський райагропостач»;
- ЗАТ «Краснокутський радіозавод»;
- ЗАТ «Краснокутський хлібзавод»;
- ДП «Краснокутська меблева фабрика» ЗАТ «Харківдерев»;
- Цегельний завод.

Наразі всі вони — ліквідовані або не працюють. За винятком маслозаводу. Станом на квітень 2018 року ЗАТ «Краснокутський маслозавод» працював і випускав продукт сирний плавлений скибковий (плавлені сирки) для мережі АТБ. ЗАТ «Краснокутський маслозавод» — підрозділ Богодухівського молокозаводу.
Також у Краснокутську функціонує більше півсотні закладів торгівлі: магазини, кіоски, кафе, дві автозаправні станції тощо.

### Готель
У Краснокутську є єдиний готель — «Краснокутський» (вул. Миру, 135). Він одноповерховий, знаходиться в центрі селища. Номера в ньому — на 3 і 2 ліжка.

## Транспорт і зв'язок
Основним видом транспорту є автомобільний. Залізниця до Краснокутська не проведена. Найближча залізнична станція — Водяна — за 25 км від Краснокутська.
Відстань від Краснокутська до Харкова:
- залізницею — 67 км, зі станції Водяна;
- по трасі — 96 км, через Старий Мерчик або 102 км — через село Козіївка[3].

До початку 90-х років в Краснокутську працювала державна автостанція, з якої ходили рейсові автобуси на Харків, Полтаву, Суми та більшість сіл колишнього Краснокутського району. Однак після розпаду СРСР Україна пережила жорстоку економічну депресію: падіння економіки та гіперінфляція зумовили дуже суттєве скорочення ВВП. Автостанцію закрили. З початку 2000-х років регулярні пасажирські транспортні перевезення здійснює ВАТ «Краснокутське АТП» і приватні перевізники.
У Краснокутську є відділення «Укрпошти» і ВАТ «Укртелеком» (вул. Миру, 121). 
Міжміський телефонний код селища — 5756.

### Проїзд
Доїхати до Краснокутська можна рейсовими автобусами з Харкова. З Харкова автобус на Краснокутськ відправляється з автостанції «Центральний ринок», яка розташована біля станції метро «Центральний ринок».
Автостанція «Центральний ринок» (м. Харків):
|               | дані на 2021           |
| ------------- | ---------------------- |
| Адреса        | пров. Піскуновський, 4 |
| Станції метро | Центральний ринок      |

## Соціальна сфера

### Культура і освіта
У Краснокутську працює будинок культури (до початку 2000-х у ньому раз на тиждень показували кінофільми — окремого кінотеатру в селищі немає), бібліотеки для дорослих та дітей, три дошкільні дитячі установи, музична школа, будинок дитячої та юнацької творчості (колишній Палац піонерів), гімназія (колишня Краснокутська загальноосвітня школа I—III ступенів № 1), загальноосвітня школа № 2 і аграрний ліцей.
Краснокутський професійний аграрний ліцей (Краснокутський район, с. Чернещина, вул. Петровського, 40) — заснований у 1984 році. У ньому, на основі повної та базової середньої освіти, навчають спеціалістів за сімома профілями: бухгалтер, електрогазозварювальник, кухар-кондитер, кравець, тракторист-машиніст сільськогосподарського виробництва, водій автотранспортних засобів, продавець продовольчих і непродовольчих товарів.
Комунальна установа «Краснокутський інклюзивно-ресурсний центр» Краснокутської селищної ради Богодухівського району.

### Медицина
В селищі діють:
- Комунальне некомерційне підприємство «Краснокутська центральна районна лікарня»
- Комунальне некомерційне підприємство «Центр первинної медико-санітарної допомоги Краснокутської селищної ради»

### Спорт
У селищі є сучасний стадіон «Газовик», реконструйований на початку 2000-х років. Він розрахований на 1 170 індивідуальних місць, сидіння — пластикові (адреса: вул. Миру, 129-В). Це домашній стадіон харківського футбольного клубу «Геліос».

### ЗМІ
Засоби масової інформації:
- Краснокутська радіокомпанія (виходить в ефір щодня).
- Районна газета «Промінь» (співзасновники — Краснокутська районна рада і трудовий колектив редакції газети).

### Релігія
В місті діють регігійні громади декількох конфесій:
- Православні християни
  - Українська православна церква (Московський патріархат)
    - Архангело-Михайлівський храм [Архівовано 9 серпня 2011 у Wayback Machine.]
    - храм «Усіх Святих Новомучеників Слобідського краю» [Архівовано 8 травня 2021 у Wayback Machine.]
    - храм «в честь священномученика Іоанна Федорова» [Архівовано 13 серпня 2017 у Wayback Machine.]
- Євангельські християни
  - Українська Церква Християн Віри Євангельської
    - церква «Спасіння»[18]

  - Всеукраїнський союз церков євангельських християн-баптистів
    - Краснокутська церква
- Свідки Єгови
  - Зал Царства Свідків Єгови [Архівовано 26 жовтня 2020 у Wayback Machine.]

Ці релігійні громади (крім Свідків Єгови) співпрацюють між собою на рівні їх всеукраїнських об'єднань в рамках Всеукраїнської ради церков. Також церкви, що відносяться до Євангельських християн (УЦХВЄ і ВСЦЄХБ) мають додаткову співпрацю в рамках Всеукраїнського Собору [Архівовано 4 жовтня 2020 у Wayback Machine.].

## Пам'ятки

### Архітектура
У Краснокутську збереглася садиба купців В'юнників (кінець XIX — початок XX століття), де нині розташована Краснокутська селищна рада; та приміщення колишньої жіночої гімназії, у яких до 2005 року знаходилася Краснокутська загальноосвітня школа № 1 (тепер — Краснокутська гімназія), а нині — розміщені соціальні служби.
До Жовтневої революції у Краснокутську було п'ять храмів: Миколаївський (соборна церква), приходські — Успенський, Преображенський, Михайлівський та кладовищенський — Всіх Святих. Ще раніше — були ще Покровський і Вознесенський храми. До наших днів зберігся лише Михайлівський — Архангело-Михайлівська церква, пам'ятка архітектури кінця XIX століття (збудована у 1880 році). Храм має статус пам'ятника архітектури державного значення (охоронний № 564) та включений до Державного реєстру нерухомих пам'яток України, що не підлягають приватизації. При ньому діє громада Української православної церкви Московського патріархату.
Архангело-Михайлівська церква

### Пам'ятники
- Меморіал Слави з вічним вогнем: в нього входить триметрова тригранна стела і алея, вздовж якої розміщені могили краснокутчан-учасників Другої світової війни, а також пам'ятний знак на честь підрозділів військ-визволителів району, пам'ятний знак на честь Героя Радянського Союзу Василя Войцеховича, уродженця Краснокутська; братська могила бійців 6-ї роти (43 чоловіка) 558-го полку під командуванням М. Заклепенка, які загинули в квітні 1921 року в бою з рейдовою групою Нестора Махна під керівництвом Федосія Щуся; і пам'ятник воїнам-афганцям. Меморіал Слави знаходиться біля Краснокутської гімназії, навпроти автостанції.

- Пам'ятний знак Івану Штепі, засновнику Краснокутська — розташований навпроти центральної площі селища, біля входу на стадіон.
- Літак на постаменті — знаходиться навпроти будівлі селищної ради. На дошці під ним напис російською: «Пам'ятний знак встановлено на честь 50-ліття першого випуску курсантів колишнього Краснокутського авіаційного технікуму і льотчиків-краснокутчан, які билися на фронтах Великої Вітчизняної війни».
- «Дерево життя» — пам'ятний знак на честь учасників АТО, який у 2019 році планується встановити у Краснокутську за підсумком обласного відкритого студентського конкурсу на кращий проект пам'ятника захисникам України (учасникам АТО). Авторка — магістрантка Харківської державної академії дизайну та мистецтв Мілена Образцова.[21]

### Дендропарк

Колишня монастирська печера

Дендропарк  — головний туристичний об'єкт Краснокутська і району. Окрім ботанічної, він має й історичну цінність. До наших днів збереглися двохсотлітні дерева, посаджені ще засновником парку, та давні підземні ходи. У будні дні вхід в дендропарк безкоштовний. Платні лише послуги екскурсовода.
У дендропарку можна:
- перейти «міст кохання»,
- побувати біля джерела часів Каразіних — засновників парку,
- побачити черепах, лебедів та козуль,
- побачити рослини і дерева, завезені з Японії, Китаю, Канади, Америки, Франції та інших країн,
- відвідати підземні ходи-печери,
- продегустувати місцеві наливки та вина (за окрему плату).

Безпосередньо до дендропарку також прилягає Краснокутська дослідна станція садівництва, де вирощують фрукти і ягоди. В головній адміністративній будівлі станції працює «Музей яблук».

## Нематеріальна культурна спадщина
Традиція випікання та дарування різдвяних пряників містян в 2025 році занесена до списку нематеріальної культурної спадщини України під номером 114н.к.с. (Наказ від 16.07.2025 № 588) як «Традиція випікання та дарування обрядових різдвяних пряників на Слобожанщині ". Цей елемент НКС України занесено до списку елементів, що потребують термінової охорони.

## Персоналії

### Уродженці Краснокутська

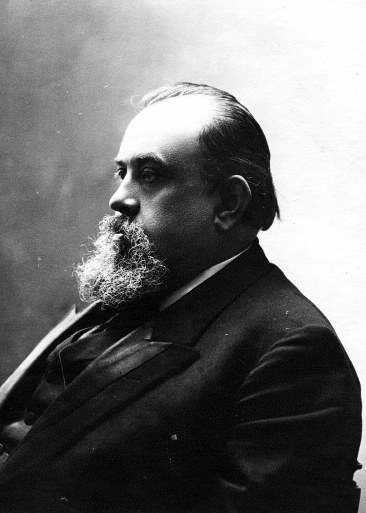
Максим Ковалевський

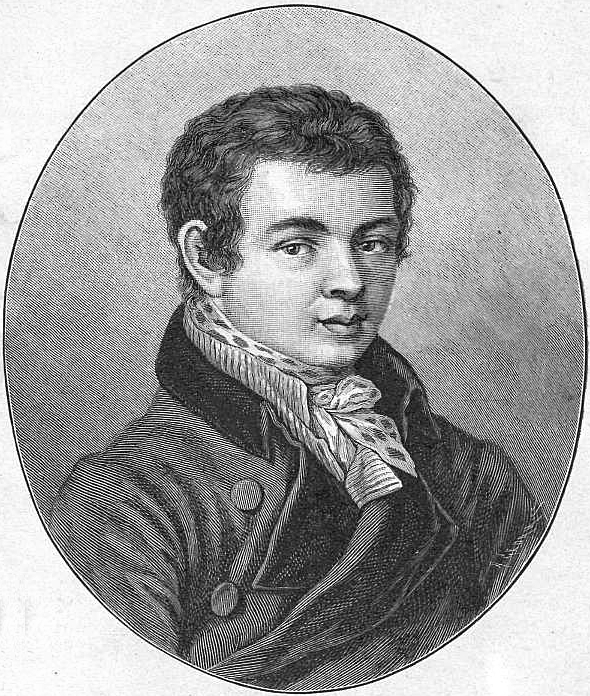
Василь Каразін

- Базилевич Н. — Герой Соціалістичної Праці
- Бондаренко Л. — народна артистка України.
- Войцехович Василь Олександрович — Герой Радянського Союзу, начальник штабу 1-ї Української партизанської дивізії імені Ковпака.
- Дашкієв Микола Олександрович — український письменник-фантаст, поет і перекладач.
- Зеленський Олександр Олексійович (* 1943) — вчений у галузі авіаційної радіотехніки.
- Каразін Іван Іванович — громадський діяч, акліматизатор, син засновника Краснокутського дендропарку і продовжувач його справи. Племінник засновника Харківського університету.
- Ковалевський Максим Максимович — історик, юрист.
- Овсяник М. — Герой Соціалістичної Праці
- Оріхів Грицько Кіндратович — підполковник Дієвої армії УНР.[23]
- Пономаренко Юрій Анатолійович —учений-юрист.
- Григорій Столбченко (1965—2016) —скульптор і художник, учасник національних і міжнародних виставок
- Данилова Олександра Сергіївна (1918—2004) — радянська і російська актриса театру та кіно

### Пов'язані з Краснокутськом
- Каразін Назар Олександрович — полковник, герой російсько-турецької війни 1768—1774 років, батько Василя та Івана Назаровича Каразіна.
- Каразін Василь Назарович — український вчений, винахідник, громадський діяч, засновник Харківського університету.
- Каразін Іван Назарович — громадський діяч, акліматизатор, засновник Краснокутського дендропарку, брат засновника Харківського університету.
- Кисіль Микола Олександрович — письменник, історик.
- Бабаков Сергій Денисович — письменник.
- Поважний Аркадій Олександрович — письменник.
- Юхно Іван Олександрович — письменник, краєзнавець.